# Ириньи
Ириньи (фр. Irigny;  французское произношение: [iʁiɲi] (слушать)о файле) — коммуна в Лионской митрополии в регионе Овернь-Рона-Альпы на востоке Франции. Жителей зовут Иринуа .

## Население
Население: ▲8695 чел. (на 1 января 2018)